# Треказе
Треказе (итал. Trecase) — коммуна в Италии, располагается в регионе Кампания, в провинции Неаполь.
Население составляет 9117 человек (на 2004 г.), плотность населения составляет 1530 чел./км². Занимает площадь 6 км². Почтовый индекс — 80040. Телефонный код — 081. 
Покровителем коммуны почитается святой Иануарий. Праздник ежегодно празднуется 19 сентября.